# Peter Feigl (scrittore)
Peter Feigl (Berlino, 1º marzo 1929) è un ebreo austriaco, naturalizzato statunitense, superstite dell'Olocausto. Dopo la separazione dai suoi genitori deportati e uccisi ad Auschwitz, Peter scrisse una cronaca della sua adolescenza, tra l'agosto 1942 e il febbraio 1943, e quindi di nuovo dal gennaio al giugno 1944, quando visse nascosto in Francia per giungere quindi come rifugiato in Svizzera. Con quello di Elizabeth Kaufmann, il diario di Peter Feigl è uno dei pochi diari dell'Olocausto che ci siano pervenuti dalla Francia occupata.

## Biografia
Klaus Peter Feigl nasce nel 1929 a Berlino da una famiglia austriaca di origine ebraica. La famiglia non era religiosa e conduceva una vita agiata; il padre era un ingegnere meccanico. Per motivi di lavoro i Feigl si trasferirono a Praga nel 1936 e quindi a Vienna nel 1937. Di fronte alla crescente minaccia del nazismo e dell'antisemitismo, il figlio fu battezzato, sperando in tal modo di proteggerlo dalle misure antiebraiche. Quando nel 1938 l'Austria fu annessa alla Germania, il padre giudicò più opportuno trasferirsi altrove, in Belgio, finché nel maggio 1940 anche il Belgio fu occupato dalle truppe naziste. La famiglia riuscì a riparare in Francia. I primi a giungervi furono Peter con la madre e la nonna (internati per 6 settimane al campo di Gurs), seguiti poi anche dal padre (arrestato a Bruxelles ma poi rilasciato). Solo la nonna di Peter tuttavia poté emigrare negli Stati Uniti attraverso la Spagna e il Portogallo; Peter e i genitori si stabilirono nella cittadina di Auch nella Francia sotto il Governo di Vichy.
Di fronte al crescente rischio di deportazione che incombeva sugli ebrei "stranieri", nel luglio 1942 il tredicenne Peter fu inviato in un campo estivo cattolico a Condom. Poche settimane dopo, i genitori furono arrestati, condotti al campo di internamento di Le Vernet e quindi a quello di Drancy, da dove furono deportati a Auschwitz. Solo alla fine della guerra, Peter scoprirà la sorte dei suoi genitori, deceduti ad Auschwitz ai primi di settembre 1942.
Come tanti bambini dell'Olocausto separati dai propri genitori, oltre alla preoccupazione per la sorte dei propri cari, Peter deve guardarsi egli stesso dall'essere scoperto e arrestato dalla polizia. Venuta meno ogni speranza di emigrazione, nel gennaio 1943 Peter è tra i bambini che giungono a Le Chambon-sur-Lignon, dove è ospitato a Les Grillons, in un istituto quacquero, diretto da Daniel Trocmé, cugino del pastore André Trocmé, animatore di una delle più efficaci reti di soccorso per gli ebrei perseguitati in Europa.
A Peter è data una nuova identità (Peter Fesson) ed è quindi mandato al Collège Champollion a Figeac con documenti falsi che lo indicavano come un cittadino francese "ariano" cattolico. La situazione attorno a lui, e per quelli come lui, si è fatta nel frattempo sempre più difficile. Si decide di cercare l'espatrio in Svizzera. Il 20 maggio 1944 Peter è parte di un gruppo di bambini ebrei che riescono ad attraversare clandestinamente il confine. Peter rimane in Svizzera fino al luglio 1946, quando emigra negli Stati Uniti, che diverranno la sua nuova patria.

## Il diario
Peter cominciò a scrivere un diario il 27 agosto 1942 come resoconto per i propri genitori lontani "nella speranza di poterli rivedere in buona salute". Nel diario il ragazzo esprime il proprio dolore per la separazione dai propri cari e lo sgomento di fronte al loro "silenzio" e all'impossibilità di comunicare con loro, assieme alla speranza di una nuova vita con loro, forse in America.
Il diario si interrompe bruscamente il 1 febbraio 1943 con l'arrivo di Peter a Chambon-sur-Lignon. Il diario gli è sequestrato: tenerlo significherebbe mettere in pericolo la sua vita e quella dei suoi protettori.
Dopo quasi un anno di silenzio, Peter riprende a scrivere un nuovo diario nel gennaio 1944. I mesi trascorsi lo hanno segnato. Non è più un bambino; è ora un adolescente ribelle, irrequieto, che sa di dover contare esclusivamente su se stesso per andare avanti nella vita.
Peter è costretto a nascondersi come "ebreo" ma i suoi rapporti con gli altri ragazzi ebrei non sono sempre facili. È cresciuto cattolico e dalla famiglia ha ereditato i pregiudizi degli ebrei assimilati nei confronti di quelli "religiosi".
Il diario si interrompe il 7 giugno 1944 con il suo arrivo a Berna. Peter è ora ospite di amici di famiglia. La sua vita clandestina è terminata.

## Edizioni del Diario di Peter Feigl
Nel 1986 la prima parte del diario di Peter Feigl viene pubblicato in Francia a insaputa dell'autore a cura di David Diamant, il quale a sua volta ignorava che Feigl fosse sopravvissuto. Rientrato alla fine in possesso del suo diario nella sua interezza, Feigl ne farà dono negli anni novanta allo United States Holocaust Memorial Museum, assieme alle altre memorie del periodo in suo possesso. Rilascia anche per gli archivi del museo una lunga intervista videoregistrata sulla sua esperienza di superstite dell'Olocausto. L'edizione inglese di Alexandra Zapruder riporta passi scelti di entrambe le parti del diario.
- David Diamant (ed.), Par-delà les barbelés : lettres et écrits des camps et des prisons de France, lettres jetées des trains de déportation, écrits d'Auschwitz, créations journalistiques, littéraires et artistiques, Paris: Comité de familles de fusillés et de rescapés des camps de concentration, 1986. 
  - Ed. inglese (passi scelti): Alexandra Zapruder (ed.), Salvaged Pages: Young Writers' Diaries of the Holocaust, New Haven: Yale University Press, 2015, pp. 63–89.